# Electronic Industries Alliance
Electronic Industries Alliance (EIA; indtil 1997 Electronic Industries Association) var en amerikansk standardiseringsorgan og brancheorganisation der fremstod som en alliance af branchesammenslutninger for elektronikfabrikanter i USA. EIA udviklede standarder for at at sikre at udstyr fra forskellige fabrikanter var kompatible og kunne erstatte hinanden. EIA ophørte 11. februar 2011.

## Historisk
I 1924 dannede 50 radiofabrikanter i Chicago en branchegruppe kaldet Associated Radio Manufacturers. Denne organisation blev udnævnt til at styre licenseringen af en større mængde radiopatenter, så hvert medlem havde adgang til alle relevante patenter, som var nødvendig til at bygge radiosendere, radioantenner og radiomodtagere. Med tiden bragte nye elektronikteknologier nye medlemmer, ikke-fabrikant medlemmer - og navneændringer.
Kronologisk navneorden:
- 1924 - Associated Radio Manufacturers
- 1924 - Radio Manufacturers Association (RMA)[2]
- 1950 - Radio Television Manufacturers Association (RTMA)
- 1953 - Radio Electronics Television Manufacturers Association (RETMA)
- 1957 - Electronic Industries Association (EIA)
- 1997 - Electronic Industries Alliance (EIA)

Organisationens hovedkvarter var i Arlington County, Virginia. EIA fordelte deres aktiviteter i følgende sektorer:
- ECA – Electronic Components, Assemblies, Equipment & Supplies Association
- JEDEC – JEDEC Solid State Technology Association, tidligere Joint Electron Device Engineering Council
- GEIA – (nu en del af TechAmerica), Government Electronics and Information Technology Association
- TIA – Telecommunications Industry Association
- CEA – Consumer Electronics Association